# Sếu cổ đen
Sếu cổ đen (danh pháp hai phần: Grus nigricollis) là một loài chim trong họ Sếu.
Loài sếu này sinh sản ở cao nguyên Tây Tạng và trú đông chủ yếu ở Ấn Độ và Butan. Nó dài 139 cm với sải cánh dài 235 cm, nặng 5,5 kg. Nó có màu xám trắng với đầu đen, mảng đỉnh đàu nâu đỏ, phía trên cổ màu đen, chân màu đen và mảng trắng phía sau mắt. Con trống và con mái có bộ lông như nhau.

## Phân bố
Sếu cổ đen trải qua mùa hè chủ yếu ở cao nguyên Tây Tạng. Các khu vực sinh sản ở đồng cỏ núi cao, bên bờ hồ và đầm lầy ven sông và thung lũng sông. Chúng cũng sử dụng lúa mạch và lúa mì ở các khu vực này. Khu vực trú đông có xu hướng trong các thung lũng hoặc độ cao thấp hơn. Phần lớn quần thể ở Trung Quốc với số lượng nhỏ hơn mở rộng vào Việt Nam, Bhutan và Ấn Độ. Một số quần thể nhỏ đã được ghi nhận ở bắc Sikkim. Một nhóm 20 đến 40 con đã từng thường xuyên đến khu vực Subansiri ở thung lũng Apa Tani cho đến năm 1975 và những con đi lang thang đã được ghi nhận ở Nepal.
Hiện tại sếu cổ đen trú đông ở một số thung lũng ở tây Arunachal Pradesh, Ấn Độ. Đó là Sangti và Zemithang.